# Cometes birai
Cometes birai är en skalbaggsart som beskrevs av Hovore och Santos-silva 2007. Cometes birai ingår i släktet Cometes och familjen långhorningar.
Artens utbredningsområde är Costa Rica. Inga underarter finns listade i Catalogue of Life.